# Jordan Johnson (calciatore)
Jordan Johnson (Stoke-on-Trent, 9 ottobre 1986) è un calciatore anglo-verginiano, attaccante del Cefn Albion.

## Carriera

### Club
Nella stagione 2006-2007 ha segnato un gol in 11 presenze nella settima divisione inglese con la maglia dei semiprofessionisti del Leek Town; successivamente ha giocato per cinque stagioni consecutive con vari club tra la settima e la nona divisione (con anche una fugace parentesi in quinta divisione al Telford Utd) per poi trascorrere la stagione 2012-2013 all'Airbus UK Broughton, con cui ha conquistato un secondo posto in classifica nella prima divisione gallese, mettendo a segno 7 reti in 26 presenze in tale campionato. Fatto salvo per la parte finale della stagione 2013-2014 (trascorsa nuovamente nella prima divisione gallese con questo stesso club, con cui in carriera ha anche segnato un gol in 3 presenze nei turni preliminari di UEFA Europa League, divisi su due diverse edizioni della coppa), ha poi sempre giocato a livello semiprofessionistico nelle serie minori inglesi, principalmente in ottava divisione.

### Nazionale
Tra il 2015 ed il 2018 ha totalizzato complessivamente 7 presenze e 4 reti con la nazionale delle Isole Vergini Britanniche.

## Palmarès

### Giocatore

#### Competizioni regionali
- North West Counties League: 1

Newcastle Town: 2009-2010
- Staffordshire Senior Cup: 1

Newcastle Town: 2009-2010